# Motor de seis cilindros em linha
Um motor de um BMW 3.25i 
de 1989 com o cabeçote 
retirado e mostrando os cilindros
Um motor de seis cilindros em linha é uma configuração de combustão interna em que seis cilindros estão dispostos em uma única fileira, na posição vertical ou inclinados.
Os motores de seis cilindros em linha de ciclo de Otto, geralmente tem cilindrada entre 2500 e 4000 cm³ (2,5 e 4,0 litros), e os motores a diesel geralmente tem mais de quatro litros, podendo chegar até a 16 litros em camiões. Em navios podem chegar a mil litros ou mais.

## Usos
Em automóveis, historicamente, os motores de seis cilindros em linha eram mais comuns que os motores V6, visto que o comprimento do motor não trazia inconvenientes em automóveis de tração traseira. Atualmente o seu uso é cada vez menor, visto que são bem mais longos que os V6, o que dificulta a sua utilização em automóveis dotados de tração dianteira com o motor disposto transversalmente.

Animação.

Em veículos de tração traseira, como, por exemplo, o BMW, existe uma vasta gama de motores de 6 cilindros(motores 25, 30 ou 35 diesel ou gasolina dos séries 3 ou série 5).
Em caminhões os motores de seis cilindros em linha são largamente utilizados, visto que nestes o motor é disposto de modo longitudinal e a tração é traseira.